# Мийолдінське сільське поселення
Мийо́лдінське сільське поселення (рос. Мыёлдинское сельское поселение) — муніципальне утворення у складі Усть-Куломського району Республіки Комі, Росія. Адміністративний центр та єдиний населений пункт — село Мийолдіно.

## Населення
Населення — 363 особи (2017, 460 у 2010, 600 у 2002, 729 у 1989).